# Mostowski-Palast (Tarchomin)

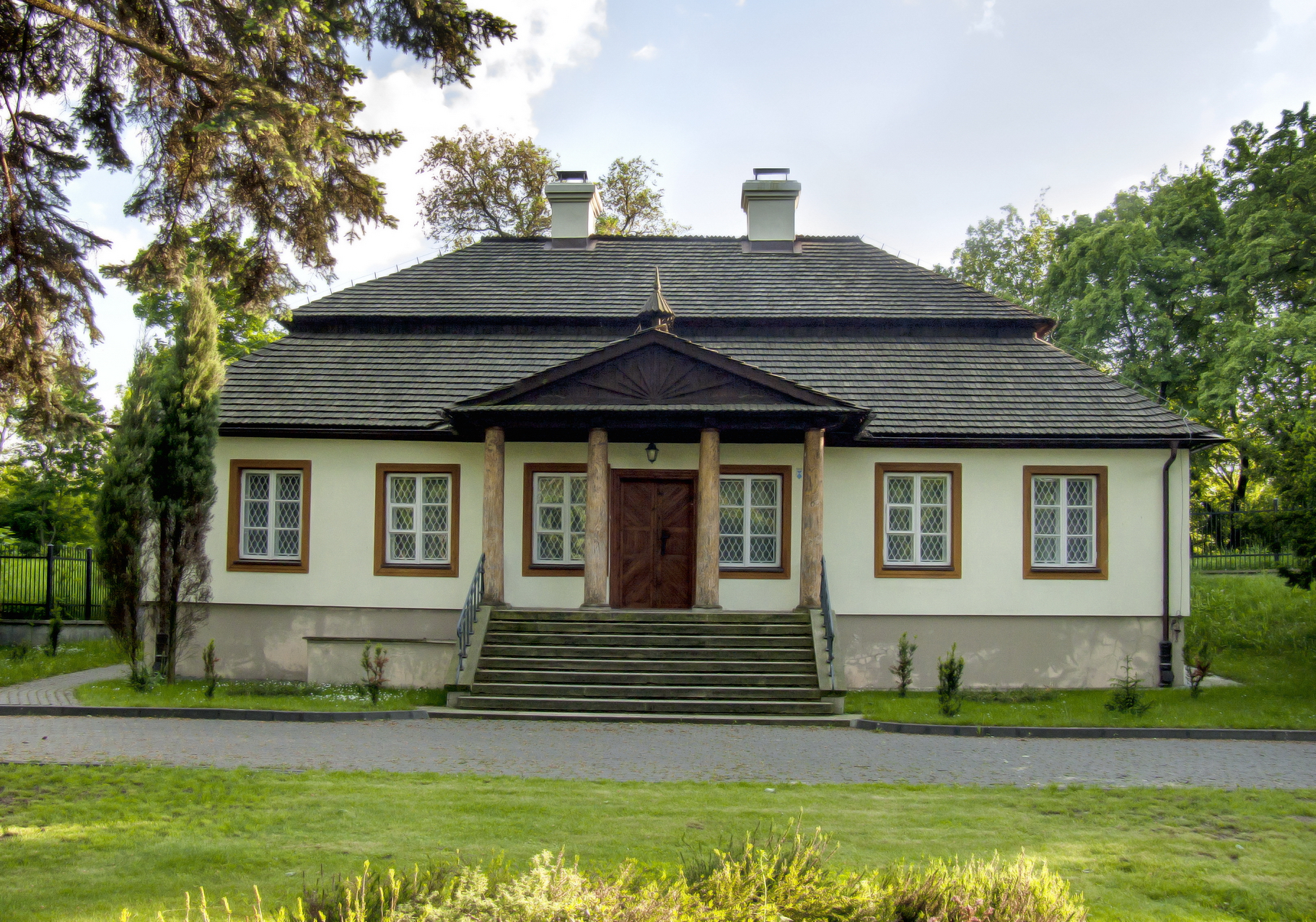
Das alte Herrenhaus am Ende der Zufahrt zur Anlage

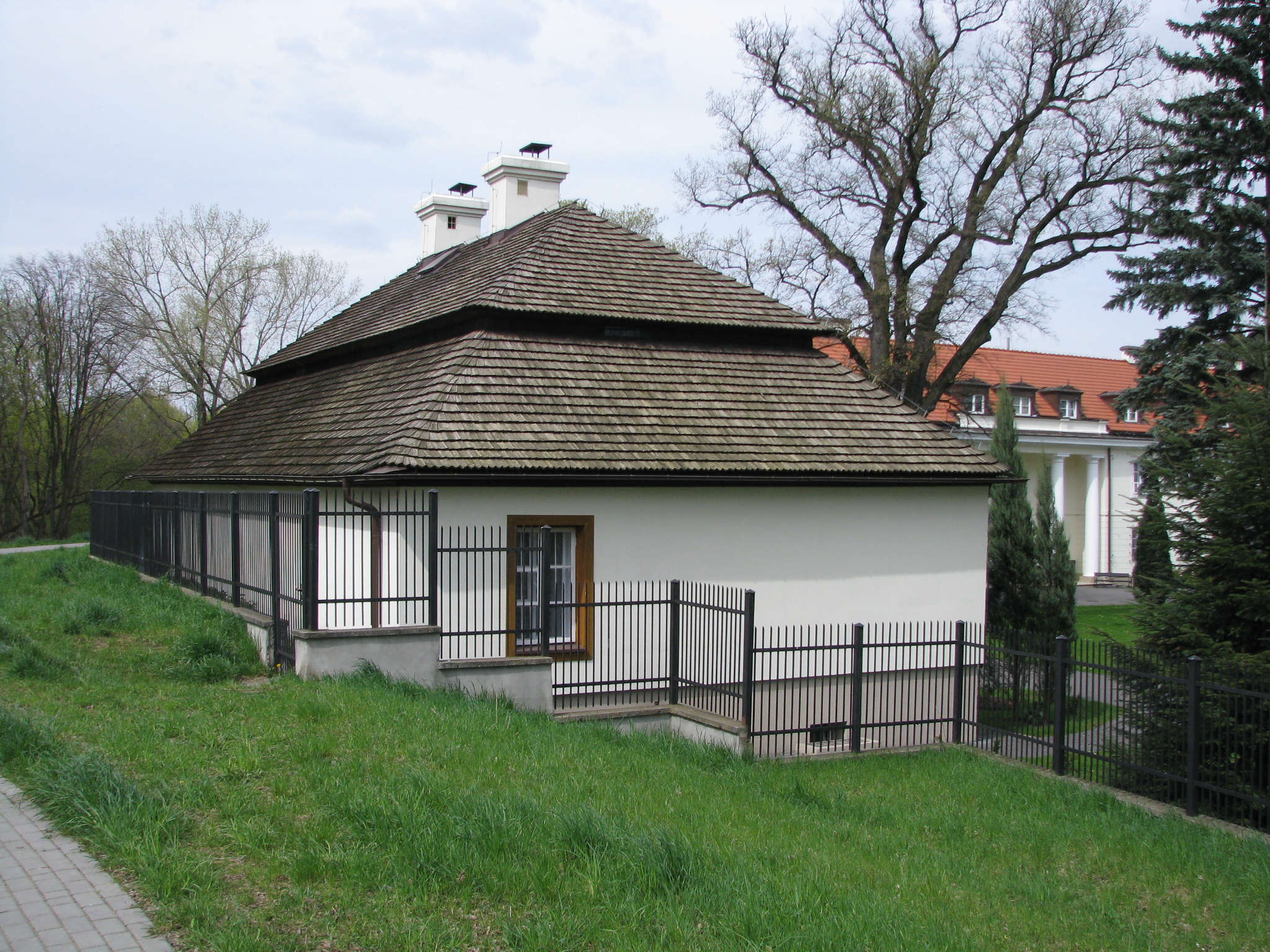
Das Herrenhaus vom Damm aus gesehen

Der Mostowski-Palast im Warschauer Stadtteil Tarchomin ist Teil eines Gebäude- und Parkensembles aus dem 18. und 19. Jahrhundert, welches rund 10 Kilometer von der Innenstadt entfernt am rechten (ostwärtigen) Weichselufer im Norden der Stadt liegt. Heute wird die zum Distrikt Białołęka gehörende, gut erhaltene und gepflegte Anlage vom Bistum Warschau-Praga genutzt. Die Anschrift lautet Ulica Józefa Mehoffera 2. Etwa auf der gegenüberliegenden Seite der Weichsel liegt der kleine Brühl-Palast. Das Gesamtensemble ist in allen seinen Einzelbestandteilen denkmalgeschützt.

## Geschichte
Ein noch bestehendes, eingeschossiges Herrenhaus wurde wahrscheinlich von dem Magnaten Józef Kanty Ossoliński in der zweiten Hälfte des 18. Jahrhunderts errichtet. Er hatte im Jahr 1738 den dortigen Besitz Tarchomin erworben. Zu den früheren Eigentümern gehörten die Familien Wessel und Gołyński. Das neue Herrenhaus war eine Holzkonstruktion mit einem schindelgedeckten Mansarddach und in der damals üblichen Art als schlichter, barocker polnischer Herrensitz ausgeführt. Der als Veranda ausgestaltete Eingang wird von einem auf vier Säulen ruhenden Giebel überdacht. Das Gebäude liegt mit der Rückseite zur Weichsel und wird gegen Hochwasser von einem Deich geschützt. Bis zu seiner Restaurierung in den 2000er Jahren waren die Außenwände verputzt und das Dach mit Teerpappe belegt.

### Familie Mostowski
Um 1790 erwarb Tadeusz Mostowski das Herrenhaus und die es umgebende Parkanlage. Der Ort wurde von Mostowski wegen seiner landschaftlichen Schönheit geschätzt, weswegen er beschloss, dort einen standesgemäßen Palast errichten zu lassen.
Das neue Gebäude entstand im klassizistischen Stil zu Beginn des 19. Jahrhunderts. Der zweigeschossige, unterkellerte Palast steht auf einem viereckigen Grundriss quer zum Herrenhaus. Er ist schmal und ist in 13 Fensterachsen gegliedert. Im Walmdach befinden sich Dachgauben. An seiner nach Süden gerichteten Frontfassade verfügt der Palast über einen mächtigen, eingesenkten Portikus, der sich über beide Stockwerke erstreckt und über vier dorische Säulen verfügt. Die mittlere Fensterachse ist hier mit einem halbrunden Fenster ausgestaltet. Die Außenwände sind im Erdgeschossbereich rustiziert.
Die Baugeschichte des Gebäudes ist teilweise unbekannt. Für die Erstellung des Projektes wurde Simon Gottlieb Zug von Mostowski beauftragt. Dessen Projekt konnte jedoch nicht beendet werden und das heutige – in den Jahren 1801 bis 1825 entstandene – Palastgebäude mag nur einen kleineren Teil des damaligen Konzeptes (nördlicher Seitenflügel) darstellen. Dessen Ausführung wird dem Architekten Henryk Ittar zugeschrieben.

### Familie Muchanow
Nach der Niederschlagung des Novemberaufstandes übernahm Pawieł Muchanow, ein Repräsentant der russischen Besatzungsbehörde, der mit der Tochter des letzten Besitzers, Józef Mostowski, verheiratet war, den Besitz. Mostowski war wegen seiner Beteiligung am Aufstand enteignet und des Landes verwiesen worden.
Der nächste Besitzer war Siergiej Muchanow, dessen Frau die Pianistin Maria Kalergis war.
Im Jahr 1881 erwarb der Unternehmer Władysław Kisiel-Kiślański, der auch die Funktion eines geheimen päpstlichen Kammerherren für Papst Pius XI. ausübte, die Anlage. Im Zusammenhang mit der Tätigkeit für den Papst überschrieb Kisiel-Kiślański den Tarchominer Besitz später einer dem Papst gewidmeten Stiftung (Fundacja im. Ojca Świętego Piusa XI) zur Einrichtung eines Heimes für Kriegsinvaliden (Dom Inwalidów Wojennych Wojska Polskiego).
Ein häufiger Gast im Palast war nach dem Zweiten Weltkrieg der Primas von Polen, Stefan Wyszyński.

### Erzbistum Warschau
Seit der Übertragung in den 1920er Jahren gehört das Park- und Gebäudeensemble dem Erzbistum Warschau. Heute beherbergt es ein Priesterseminar des Bistums Warschau-Prag (Wyższe Seminarium Duchowne Diecezji Warszawsko-Praskiej Matki Bożej Zwycięskiej). Mit dem Anbau eines modernen, von Leszek Klejnert entworfenen Seminargebäudes wurde 1999 begonnen. Dieser längs hinter dem Palast liegende, dreigeschossige, größere Neubau harmoniert mit dem Palast und der Umgebung. Im Auffahrts-/Eingangsbereich ist ebenfalls ein stilisierter Portikus mit Dreiecksgiebel integriert.

### Heute
Die einzelnen Bestandteile der Anlage liegen in den Resten eines Landschaftsparkes vom Beginn des 19. Jahrhunderts. Neben dem alten Herrenhaus, dem Palast und dem Seminarneubau handelt es sich um verschiedene Wirtschaftsgebäude, darunter die Ruine eines solchen Gebäudes aus dem 18./19. Jahrhundert. Unmittelbar angrenzend befindet sich die Pfarrkirche zum heiligen Jakob (Kościół Św. Jakuba Apostoła, in der Józefa Mehoffera 4) die erstmals um 1520 errichtet wurde. Das heutige Gebäude basiert auf einer Stiftung der Familie Ossoliński vom Ende des 16. Jahrhunderts. Im weiteren Zeitverlauf wurden Anbauten – ebenfalls durch die Ossolińskis finanziert – zugefügt. Die Kirche mit ihrem später errichteten barocken Glockenturm und Tor ist ein typisches Beispiel masowischer Gotik.